# Claude Pérard
Pour les articles homonymes, voir Pérard.
Claude Pérard  est un footballeur français né le 15 février 1931 à Trignac (Loire-Inférieure) et mort le 7 juillet 2022 à Lannion (Côtes-d'Armor).

## Biographie
Il évolue dans les années 1950 comme défenseur au Stade français.

## Carrière de joueur
- 1951-1956 :  CA Paris
- 1956-1961 :  Stade français
- 1961-1962 :  Olympique de Marseille[3]